# Чебрець дніпровський
Чебрець дніпровський (Thymus borysthenicus) — вид рослин родини глухокропивові (Lamiaceae), ендемік України.

## Опис
Багаторічна рослина 5–20 см завдовжки. Листки 0.4–0.7 мм шириною, вузько-лінійно-голчасті, зі злегка загорненими вниз краями, вкритими на поверхні дрібними щетинками.

## Поширення
Ендемік України.
В Україні зростає на річкових пісках — у Степу (по Нижньому Дніпру від Запоріжжя до гирла).